# Chaetomella circinoseta
Chaetomella circinoseta är en svampart som beskrevs av Stolk 1963. Chaetomella circinoseta ingår i släktet Chaetomella, klassen Leotiomycetes, divisionen sporsäcksvampar och riket svampar.   Inga underarter finns listade i Catalogue of Life.